# Rita Tushinghamová
Rita Tushinghamová (* 14. března 1942 Liverpool) je anglická herečka, spojená s novou vlnou britského filmu. Debutovala v hlavní roli filmu Kapka medu, realistického příběhu dospívající dívky z chudých poměrů, který natočil v roce 1961 Tony Richardson podle předlohy Shelagh Delaneyové. Za svůj výkon získala cenu BAFTA a Zlatý glóbus pro objev roku a cenu pro nejlepší herečku na festivalu v Cannes. Hrála také Nancy v komedii Fortel, a jak ho získat, Táňu ve filmové adaptaci Doktor Živago a Eve ve filmu Zálesák. Působila i v Liverpool Playhouse a divadle Royal Court. Byla členkou poroty Berlinale v letech 1972 a 1990. V roce 2009 jí byl udělen čestný doktorát na Liverpool John Moores University.

## Filmografie
- 1961 Kapka medu
- 1963 Mít kam jít
- 1964 Girl with Green Eyes
- 1964 Kožené bundy
- 1965 Doktor Živago
- 1965 Fortel, a jak ho získat
- 1966 Zálesák
- 1968 Diamonds for Breakfast
- 1969 Obývací ložnice
- 1974 Fischia il sesso
- 1976 Chlapec z předměstí
- 1977 Chléb, máslo a marmeláda
- 1982 Spaghetti House
- 1988 The Legendary Life of Ernest Hemingway
- 1989 Zmrtvýchvstalý
- 1991 Papírová svatba
- 1992 Nedokonalý podvod
- 1994 Evangelium podle Harryho
- 1995 Neobvyklé dobrodružství
- 1997 Under the Skin
- 1999 Swing
- 2004 Božská Julie
- 2007 Pýchavka
- 2011 Out of the Night
- 2012 Outside Bet
- 2017 My Name Is Lenny